# Rey de los britanos

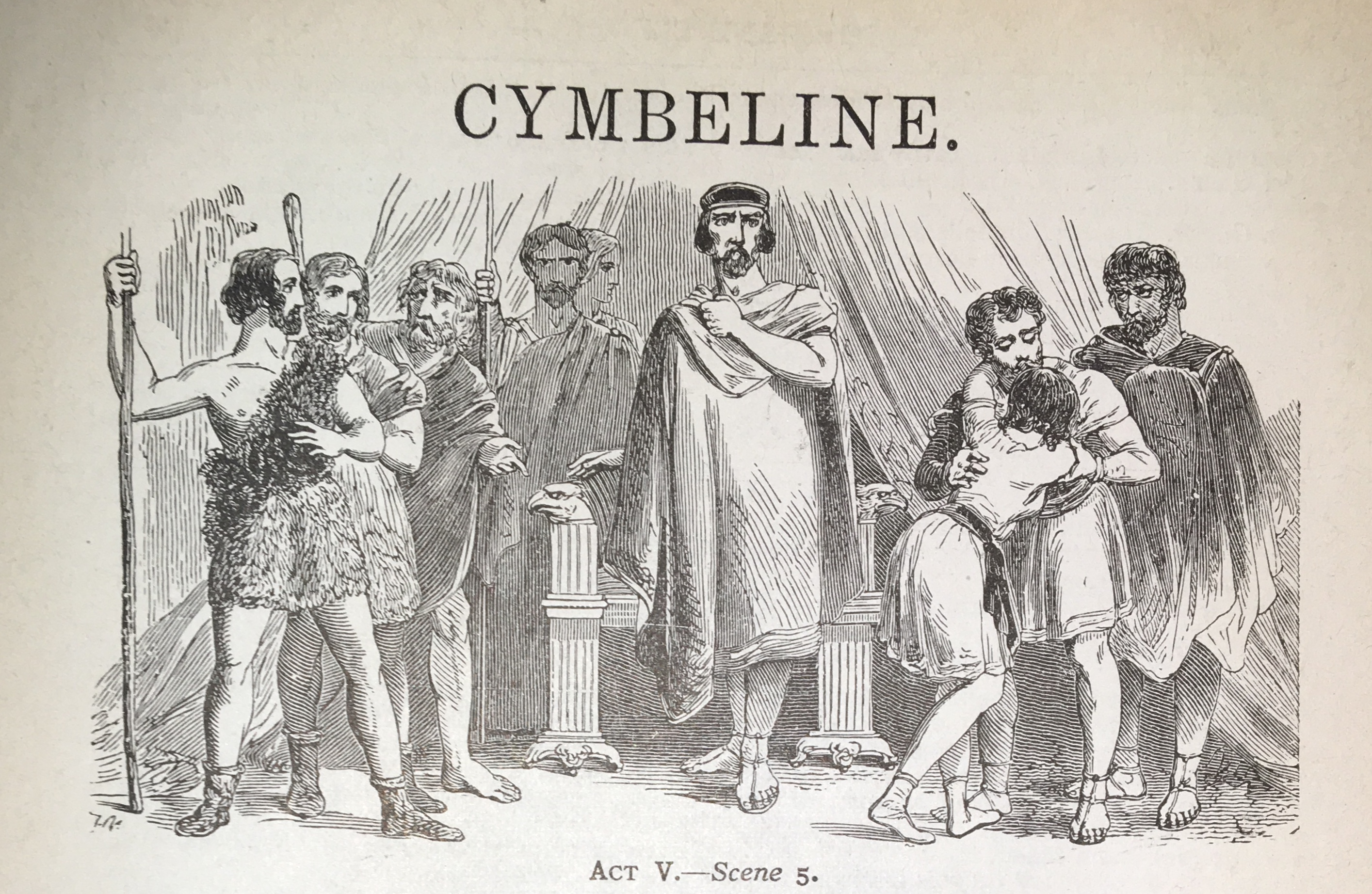
Una imagen litográfica que representa una escena de Cymbeline

El título de Rex britannorum, o «rey de los britanos» se usó para referirse al gobernante que acaparaba más poder sobre los britanos de las islas británicas, y se usó tanto antes como después de la ocupación romana hasta la conquista normanda de Inglaterra. El mismo título fue usado para nombrar a algunos gobernantes de Bretaña en el siglo IX, aunque aquí sería mejor traducirlo como «rey de los bretones».
Los britanos fueron un grupo de gentes de lengua celta repartidos en lo que hoy es Inglaterra, Gales y el sur de Escocia. Su identidad étnica se mantiene aún hoy en día en Gales, Cornualles y Bretaña.
Al menos veinte reyes que gobernaron entre los bretones insulares son nombrados como «rey de los britanos», mientras que a otros se les asigna títulos relacionados o descripciones. La tabla siguiente también contiene los gobernantes supremos nativos galeses durante el período normando y Plantagenet —en esta época, en Gran Bretaña solo permanecía bajo dominio britano la zona de Gales, o algunas partes de la misma, y los términos «britano» y «galés» se usaron simultáneamente—. Esto, junto con la disminución del poder galés respecto al de los reyes ingleses, explica cómo los títulos de estos gobernantes pasaron de conocerse como «rey de los britanos» en el siglo XI, a "príncipe de Gales" en el siglo XIII.
Aunque la mayoría de los gobernantes nombrados en la tabla tuvieron su base de poder en Gwynedd, norte de Gales, también se nombran otras áreas que los britanos ocuparon desde el siglo VII, desde Dumnonia, en el suroeste de Inglaterra, hasta Strathclyde, en el suroeste de Escocia.

## Lista de gobernantes
| Nombre                      | Reinado                                  | Base de poder regional                                                          | Título o descripción                                                                                    | Fuente                                                                           | Notas                                              |
| --------------------------- | ---------------------------------------- | ------------------------------------------------------------------------------- | --- | -------------------------------------------------------------------------------- | -------------------------------------------------- |
| Cunobelinus                 | c. 9 - c. 41                             | Tierras de los Trinovantes y de los Catuvellaunos                               | Rey de los britanos                                                                                     | Suetonio                                                                         | Quizás retrospectiva                               |
| Cogidubnus                  | mediados s. I d. C. - finales s. I d. C. | Tierras de los Regni, Atrebates y los Belgas                                    | Gran rey de los britanos. O quizá: Gran Rey de Britania                                                 | Inscripción en mármol. Chichester                                                | Contemporánea                                      |
| (ocupación romana)          |                                          |                                                                                 | |                                                                                  |                                                    |
| Vortigern                   | mediados del s. V                        | Desconocida                                                                     | Rey de los britanos                                                                                     | Beda                                                                             | Probablemente retrospectiva                        |
| Riothamus                   | c. 469                                   | Desconocida, pero con actividad en las Galias                                   | Rey de los britanos                                                                                     | Jordanes                                                                         | Podría referirse solo a los bretones de las Galias |
| Ambrosio Aureliano          | Finales del s. V                         | Probablemente en el sur                                                         | Líder (de los britanos)                                                                                 | Gildas                                                                           | Casi contemporánea                                 |
| Desconocido                 | c. 545                                   | Desconocida                                                                     | Rey sobre ellos (los britanos)                                                                          | Procopius                                                                        | Contemporánea pero distante                        |
| Maelgwn Gwynedd             | ¿? - ¿549?                               | Gwynedd                                                                         | Rey que Gobernó sobre los britanos                                                                      | Historia Brittonum                                                               | Retrospectiva                                      |
| Selyf ap Cynan              | ¿? - c. 613                              | Powys                                                                           | Rey de los britanos                                                                                     | Anales de Ulster                                                                 | Casi contemporánea                                 |
| Ceredig ap Gwallog          | c. 614 - 617                             | Elmet                                                                           | Rey de los britanos                                                                                     | Beda                                                                             | Puede referirse solo a los britanos de Elmet       |
| Cadwallon ap Cadfan         | ¿? - 634                                 | (Cadwalla) Rey de los britanos                                                  | Beda |                                                                                  |                                                    |
| Idris                       | ¿? - 635                                 | Desconocida, quizá Meirionydd                                                   | Rey de los britanos                                                                                     | Anales del Ulster (subanno 633)                                                  |                                                    |
| Owain ap Beli               | c. 642                                   | Strathclyde                                                                     | Rey de los britanos                                                                                     | Anales de Ulster                                                                 |                                                    |
| Cadwaladr ap Cadwallon      | c. 654 - c. 664                          | Gwynedd                                                                         | (Rey que) Gobernó sobre los britanos                                                                    | Historia Brittonum                                                               | Retrospectiva                                      |
| Geraint                     | ¿670? - c. 710                           | Dumnonia                                                                        | Rey de los Galeses (=britones)                                                                          | Crónica Anglosajona                                                              | Podría referirse solo a los britanos de Dumnonia   |
| Rhodri Molwynog             | c. 712 - 754                             | Gwynedd                                                                         | Rey de los britanos                                                                                     | Anales de Gales                                                                  | Quizá retrospectiva                                |
| Cinan ap Rhodri             | 798 - 816                                | Gwynedd                                                                         | Rey de los britanos (en 816); El Rey (en 816)                                                           | Anales de Ulster; Anales de Gales                                                |                                                    |
| Merfyn Frych ap Gwriad      | 825 - 844                                | Gwynedd                                                                         | Rey de los britanos (en 829); Glorioso Rey de los britanos                                              | Historia Brittonum; Criptograma Bamberg                                          | Contemporánea                                      |
| Rhodri Mawr ap Merfyn       | 844 - 878                                | Gwynedd. A partir de 855, también Powys y, a partir de 872, además Seisyllwg    | Rey de los britanos                                                                                     | Anales del Ulster                                                                |                                                    |
| Anarawd ap Rhodri           | 878 - 916                                | Gwynedd                                                                         | Rey de los britanos                                                                                     | Anales de Gales                                                                  |                                                    |
| Idwal Foel ap Anarawd       | 916 - 942                                | Gwynedd                                                                         | Rey de los britanos                                                                                     | Guillermo de Malmesbury                                                          |                                                    |
| Hywel Dda                   | 942 - 950                                | Deheubarth, desde 920; desde 942, además Gwynedd y Powys                        | Rey de los britanos                                                                                     | Anales de Ulster y Anales de Gales                                               |                                                    |
| Domnall mac Eogain          | 962- 975                                 | Strathclyde                                                                     | Rey de los britanos                                                                                     | Anales de Ulster                                                                 |                                                    |
| Maredudd ab Owain           | 986- 999                                 | Deheubarth y Gwynedd y Powys                                                    | Rey de los britanos                                                                                     | Brut y Tywysogion                                                                |                                                    |
| Llywelyn ap Seisyll         | 1018 - 1023                              | Gwynedd y Powys; desde 1022, también Deheubarth                                 | Rey de los britanos                                                                                     | Anales de Ulster                                                                 |                                                    |
| Iago ab Idwal               | 1023 - 1039                              | Gwynedd y Powys                                                                 | Rey de los britanos                                                                                     | Anales de Ulster                                                                 |                                                    |
| Gruffydd ap Llywelyn        | 1039 - 1063                              | Gwynedd y Powys. Desde 1057, también el resto de Gales                          | Rey de los britanos                                                                                     | Anales de Ulster; Brut y Tywysogion                                              |                                                    |
| Bleddyn ap Cynfyn           | 1063 - 1075                              | Gwynedd y Powys y Seisyllwg                                                     | Defensor de Todos los Reinos de los britanos (en 1075); Jefe Principal de los britanos                  | Brut y Tywysogion                                                                |                                                    |
| Rhys ap Tewdwr              | 1079 - 1093                              | Deheubarth                                                                      | Defensor del Reino de los britanos                                                                      | Brut y Tywysogion                                                                |                                                    |
| Gruffudd ap Cynan           | 1136 - 1137                              | Gwynedd                                                                         | Rey de Todo Gales                                                                                       | Brut y Tywysogion                                                                |                                                    |
| Owain Gwynedd               | 1137 - 1170                              | Gwynedd                                                                         | Príncipe sobre la Nación Británica (en 1146); Rey de Gales; Rey de los Galeses; Príncipe de los Galeses | Brut y Tywysogion; documentos contemporáneos                                     |                                                    |
| Rhys ap Gruffydd            | 1171 - 1197                              | Deheubarth                                                                      | Cabeza de Todo Gales (en 1197); Príncipe de los Galeses (en 1184); Príncipe de Gales                    | Brut y Tywysogion; documentos contemporáneos                                     |                                                    |
| Llywelyn Fawr               | 1208 - 1240                              | Gwynedd desde 1194. Desde 1208, también Powys y, desde 1216, además, Deheubarth | Príncipe de los Galeses en 1228; Príncipe de Gales en 1240                                              | Brut y Tywysogion; documentos contemporáneos                                     | Probablemente retrospectiva                        |
| Dafydd ap Llywelyn          | 1240 - 1246                              | Gwynedd                                                                         | Príncipe de Gales desde 1220                                                                            | Tratado con Inglaterra                                                           |                                                    |
| Llywelyn ap Gruffudd        | 1258 - 1282                              | Gwynedd desde 1246. A veces, también Powys y Deheubarth                         | Príncipe de Gales                                                                                       | Brut y Tywysogion; Tratado con Escocia; Tratado con Inglaterra; documentos, etc. |                                                    |
| Dafydd ap Gruffudd          | 1282 - 1283                              | Gwynedd                                                                         | Príncipe de Gales                                                                                       | Documentos                                                                       |                                                    |
| Madog ap Llywelyn           | 1294 - 1295                              | Gwynedd                                                                         | Príncipe de Gales                                                                                       | Documento Penmachno                                                              |                                                    |
| Interreino (dominio inglés) |                                          |                                                                                 | |                                                                                  |                                                    |
| Owain Glyndwr               | 1400 - c. 1410                           | Norte de Powys; alrededor de 1404-5, todo Gales; en 1409, únicamente Gwynedd    | Príncipe de Gales (desde 1400)                                                                          | Registros contemporáneos como, por ejemplo, la ceremonia de coronación de 1404   |                                                    |